# 北足立八十八箇所

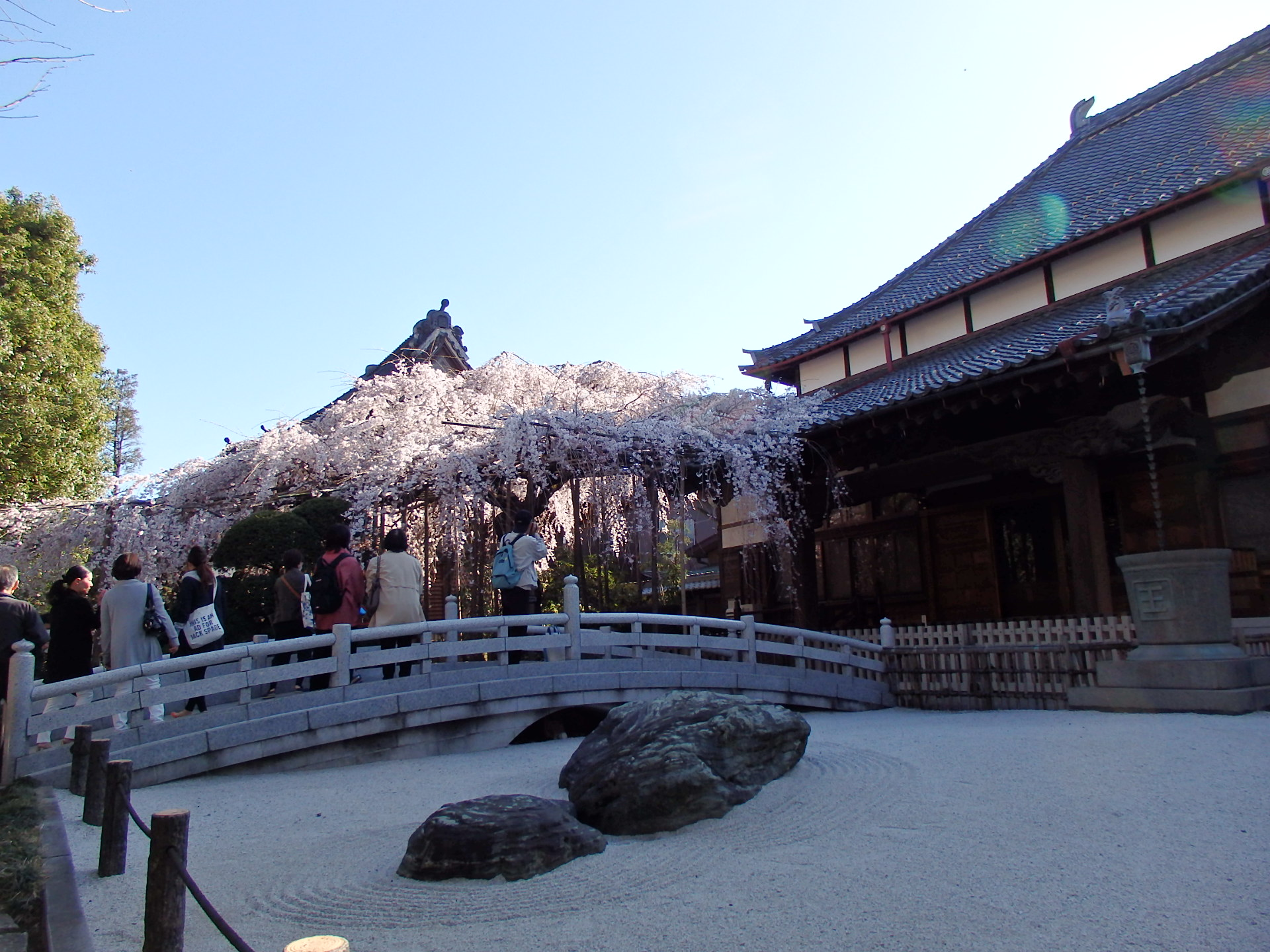
55、88番札所の玉蔵院

北足立八十八箇所（きたあだちはちじゅうはっかしょ）は、埼玉県南部にある88の霊場。北足立八十八ヶ所とも。

## 概要
埼玉県南部の北足立郡にある弘法大師霊場。

## 構成寺院
- 1 安養山円乗院（さいたま市中央区本町西1-13-10）
- 2 東明院（さいたま市中央区本町東5-8-6）
- 3 二度栗山弘法尊院（さいたま市中央区新中里3-5-29）
- 4 楽邦山満福寺（さいたま市北区日進町2-1003）
- 5 慈眼山円蔵院（さいたま市見沼区中川540）
- 6 安養山金剛寺（さいたま市桜区道場3-15-3）
- 7 金剛山林光寺（さいたま市西区植田谷本504）
- 8 三宝山徳祥寺（戸田市美女木7-4-1）
- 9 安養山慶福寺（さいたま市桜区白鍬68-1）
- 10 日輪山一乗院（さいたま市南区内谷3-7-13）
- 11 雙樹山吉祥院（さいたま市北区宮原町4-29-4）
- 12 朝日山高林寺（さいたま市北区本郷町1398）
- 13 田島観音堂（さいたま市桜区田島3-28-19）
- 14 出世山光明寺（さいたま市桜区町谷3-11-18）
- 15 北明山円福寺（さいたま市中央区上峰4-7-28）
- 16 自在山正福寺（さいたま市見沼区蓮沼770）
- 17 長松山清浄院（さいたま市北区吉野町1-36-2）
- 18 鶴壽山宝泉寺（さいたま市南区鹿手袋6-3-15）
- 19 宝松山真乗寺（さいたま市南区松本1-18-5）
- 20 大戸不動堂（さいたま市中央区大戸3-13-3）
- 21 日照山東光寺（さいたま市中央区下落合6-13-3）
- 22 大悲山光明寺（戸田市上戸田2-9-7）
- 23 辨瀧山永福寺（さいたま市桜区神田726）
- 24 上宮山医王寺（さいたま市桜区西堀2-6-17）
- 25 神童山薬王院（さいたま市桜区田島5-15-5）
- 26 新龍山金剛院（戸田市永川町2-11-11）
- 27 花臺山金剛院（さいたま市北区日進町1-758）
- 28 亀宝山多福院（戸田市本町3-4-3）
- 29 蓮乗寺（さいたま市桜区栄和6-11-16）
- 30 金亀山三学院（蕨市北町3-2-4）
- 31 甘露山長泉院（蕨市中央5-13-3）
- 32 龍亀山三蔵院（蕨市中央2-30-10）
- 33 晴曇山吉祥院（さいたま市南区辻2-3-9）
- 34 四谷観音堂（さいたま市南区四谷3-7）
- 35 光明山随泉寺（川口市元郷3-4-17）
- 36 法光山真福寺（さいたま市南区別所2-5-14）
- 37 醫王山光福寺（さいたま市北区大成4-172）
- 38 勅言山正法院（さいたま市見沼区南中野451）
- 39 神光山林鐘院（さいたま市桜区在家71）
- 40 金輪山医王寺（さいたま市南区白幡2-16-8）
- 41 修妙山宝性寺（さいたま市南区南本町2-13-4）
- 42 法輪山安養寺（戸田市美女木1-3-13）
- 43 富雙山金剛寺（川口市安行吉岡1361）
- 44 吉祥院地蔵堂（川口市横曽根）
- 45 万蔵寺（さいたま市南区辻2-25-18）
- 46 晴曇山和光院（さいたま市南区辻3-11-6）
- 47 沼影観音堂（旧遍照院）（さいたま市南区沼影1-6）
- 48 光明山無量寺（さいたま市南区曲本2-7-4）
- 49 瑠璃山東福寺（さいたま市桜区五関849）
- 50 医王山東林寺（和光市新倉2-4-46）
- 51 醍醐寺
- 52 光楽園（さいたま市）
- 53 明王寺（成田山川口分院）（川口市本町3-3-17）
- 54 大師堂（さいたま市大宮区天沼町2-31）
- 55 宝珠山玉蔵院（さいたま市浦和区仲町2-13-22）
- 56 中袋山観音寺（さいたま市西区中野林210-1）
- 57 青龍山宝蔵寺（川口市西新井宿355）
- 58 文蔵薬師堂（さいたま市南区文蔵4-7-5）
- 59 箱崎山地蔵院（川口市桜町5-5-39）
- 60 大師堂（川口市本町3-7-18）
- 61 東光山慈眼寺（戸田市笹目5-12-11）
- 62 瑞塚山定正寺（塚越稲荷神社）（蕨市塚越3-2-14）
- 63 金剛山安楽寺（川口市上青木2-18-22）
- 64 普門山平等寺（戸田市笹目6-5-4）
- 65 補陀洛山観福寺（川口市前川4-30-13）
- 66 大聖山龍泉寺（川口市青木5-5-36）
- 67 不動院（さいたま市）
- 68 珍珠山吉祥院（川口市南町2-6-8）
- 69 薬王山最勝院（川口市飯塚1-15-24）
- 70 龍寶山観音寺（戸田市新曽1791）
- 71 八幡山満蔵寺（さいたま市見沼区膝子902）
- 72 地蔵堂（川口市朝日）
- 73 宝珠山錫杖寺（川口市本町2-4-37）
- 74 金剛山吉祥寺（川口市末広3-10-20）
- 75 瑠璃山薬林寺（川口市朝日1-4-33）
- 76 薬王山重圓寺（さいたま市桜区栄和3-17-1）
- 77 無量山源永寺（川口市三ツ和2-19-8）
- 78 寶蔵院観音堂（さいたま市緑区山崎1-16-6）
- 79 平等山善光寺（川口市舟戸1-29）
- 80 地蔵堂（芝下町会会館）（川口市芝下3-35-2）
- 81 慈覚山慈星院（川口市芝5222）
- 82 阿弥陀堂（川口市小谷場37）
- 83 鶴林山正覚院（戸田市中町2-14-3）
- 84 鳳来山玉泉院（さいたま市南区根岸4-2-7）
- 85 阿弥陀堂（朝霞市上内間木27）
- 86 明光山大善院（さいたま市浦和区東仲町9-8）
- 87 成就院（慈恵稲荷社）（さいたま市浦和区常盤1-4-23）
- 88 宝珠山玉蔵院（さいたま市浦和区仲町2-13-22）